# Poblat ibèric del Serrat dels Tres Hereus
El Serrat dels Tres Hereus és un poblat iberoromà del segle i aC, situat al turó del Serrat dels Lladres, entre els municipis de Casserres i d'Avià, al Berguedà. Tot i trobar-se en una fase d'excavació inicial, la seva considerable importància rau en el fet que pot aportar llum a l'estudi de la romanització de la Catalunya interior.

## Estructura del poblat
L'assentament es troba encastellat al cim del turó i estructurat al voltant del cingle, amb els edificis disposats en diferents terrasses per poder salvar el desnivell del terreny natural. Tot el poblat estava envoltat per un mur perimetral que per una banda complia funcions defensives en cas de possibles atacs i, per altra banda, reduïa el risc d'esllavissades del terreny. Fins al moment, es té constància d'una torre que guardava una de les dues vies d'accés al poblat, fet que fa pensar que l'altra entrada també devia estar protegida per una torre, encara que no ens n'hagi arribat cap vestigi. Al centre del nucli urbà s'hi ha detectat un espai lliure d'edificis, segurament utilitzat com a zona comunitària, on es duien a terme la majoria d'activitats, ja que la vida dels ibers transcorria en gran part fora de les cases.

## Excavacions i referències històriques
Gràcies a les excavacions realitzades al Serrat dels Tres Hereus del 1995 al 2002, s'ha pogut saber que hi predominaven les activitats domèstiques, com ho demostren les nombroses fusaioles i pondera, utilitzades per filar i teixir. També s'han trobat dolies, petits contenidors per emmagatzemar aliments, que van ser introduïts a Hispània pels romans. Una altra troballa important és una pedra de molí, que ens parla de l'obtenció de farina. A més a més, aquesta va ser trobada davant de l'únic forn domèstic per coure aliments que fins ara s'ha pogut localitzar al poblat. Això ens porta a pensar que segurament s'hi feia pa. Cal remarcar també l'activitat metal·lúrgica, documentada indirectament amb la troballa d'escòries de ferro.
El comerç va afavorir l'arribada al poblat de productes llunyans, com ara, oli de la Bètica i vi itàlic, com ho testimonia la troballa de multitud de fragments d'àmfora relacionades amb aquestes dues mercaderies. Finalment, gràcies a l'activitat comercial, també arriben al Serrat vaixelles fines de taula del tipus Campaniana B, que es caracteritza per un vernís negre, que segons l'època guanya o perd qualitat. Els diversos tipus de Campaniana estan molt ben datats i és gràcies a les restes d'aquests vasos, que s'ha pogut datar amb tanta precisió el moment d'abandó del poblat.
La fi de l'activitat al Serrat dels Tres Hereus va ser molt brusca, a causa, d'un incendi sobtat, que entre el 10 i el 30 aC va destruir completament l'assentament, causant-ne l'abandó definitiu. Aquest queda documentat arqueològicament per un gran estrat de carbons present a la majoria de zones excavades. Cal destacar que segons han demostrat les excavacions, en moments anteriors, ja s'havia declarat un altre incendi al poblat, però que en aquest cas només va inutilitzar temporalment alguns zones, i que va poder ser extingit.
Pel que fa a la funció històrica del Serrat dels Tres Hereus, es diu que podria haver format part d'una xarxa d'emplaçaments fortificats amb funcions militars i de vigilància sobre els territoris ja pacificats per Roma. Cal tenir en compte que la cronologia situa el Serrat dels Tres Hereus en el context de tres grans revoltes dels bergistans (antics pobladors del que avui dia s'anomena Berguedà) contra l'invasor romà. Les dues últimes daten del 195 aC. dins un aixecament global dels indígenes d'Hispània (Tit Livi XXIV, 20-21). També en aquesta època, els ceretans van protagonitzar la seva última revolta, l'any 39 aC. Aquesta fou durament reprimida pel procònsol romà Domici Calví (Cassi Dió, XLVIII, 41). Els habitants del Serrat devien tenir bones relacions amb els romans, ja que, sinó, mai no els haurien deixat romandre fortificats dalt d'un turó. Aquesta tesi podria tenir suport arqueològic gràcies a les grans reserves de cereals que s'han torbat en una extensió relativament petita del poblat. Mitjançant estudis realitzats per un carpòleg, s'ha pogut saber que el cereal emmagatzemat (majoritàriament blat i ordi), pertany, en la seva majoria, a una sola collita, això no obstant, seguim parlant d'unes quantitats molt elevades, i més encara tenint en compte que a la resta de poblat, on encara no s'hi han realitzat excavacions, també hi hauria d'haver sitges amb més cereals. Fet que ens porta a pensar que amb tot aquest aliment, i sumant-hi altres activitats com la ramaderia, als habitants del poblat els seria possible aguantar un setge bastant llarg.
És necessari destacar que la troballa dels cereals ha estat possible gràcies al foc que va arrasar el Serrat, ja que, si el poblat hagués estat abandonat per altres motius, segurament els seus habitants se'ls haurien endut. Fins i tot, si els haguessin deixat, no ens haurien arribat a nosaltres sense que prèviament el foc els carbonitzés, ja que d'aquesta manera se n'evità la germinació. Sinó, aquesta prova tan valuosa hagués quedat destruïda i no hagués pogut ajudat els arqueòlegs a corroborar una tesi tan important com la que fa referència al significat històric de l'assentament i el seu paper dins de la romanització de la Catalunya interior.
Quant als materials trobats, és important destacar que gràcies a l'incendi que va destruir el poblat, trobem tot el material al mateix lloc on era en el moment d'inici del foc, fet que facilita molt la interpretació de les tasques que es duien a terme a cada zona de les cases. Concretament, els materials que s'han localitzat amb més abundància són: fragments de dolia, un atuell de dimensions reduïdes introduït pels romans, que s'utilitzava per guardar aliments. Un altre grup ceràmic d'importància, són les àmfores, que ens diuen quins productes arribaven al Serrat i des d'on. I finalment, però, no pas la menys important, la també ja esmentada Ceràmica Campaniana B, d'origen romà i que anava associada al consum de vi, tant, que fins i tot arribava juntament amb les àmfores que transportaven el vi. Tanmateix, no s'han de desmerèixer els fragments de Terra Sigil·lata itàlica de s. I dC, i molt menys la producció local de ceràmica ibèrica, que tot i que no ens dona datacions dels estrats, ens acosta a la manera de cuinar els aliments.